# Grand Prix Rakouska 2020
Grand Prix Rakouska 2020 (oficiálně Formula 1 Rolex Großer Preis von Österreich 2020) se jela na okruhu Red Bull Ring ve Spielbergu v Rakousku dne 5. července 2020. Závod byl prvním v pořadí v sezóně 2020 šampionátu Formule 1.

## Kvalifikace
| Poř.                       | No. | Jezdec             | Konstruktér               | Časy v kvalifikaci | Časy v kvalifikaci | Časy v kvalifikaci | Pořadí na startu |
| Poř.                       | No. | Jezdec             | Konstruktér               | Q1                 | Q2                 | Q3                 | Pořadí na startu |
| -------------------------- | --- | ------------------ | ------------------------- | ------------------ | ------------------ | ------------------ | ---------------- |
| 1                          | 77  | Valtteri Bottas    | Mercedes                  | 1:04.111           | 1:03.015           | 1:02.939           | 1                |
| 2                          | 44  | Lewis Hamilton     | Mercedes                  | 1:04.198           | 1:03.096           | 1:02.951           | 5                |
| 3                          | 33  | Max Verstappen     | Red Bull Racing-Honda     | 1:04.024           | 1:04.000           | 1:03.477           | 2                |
| 4                          | 4   | Lando Norris       | McLaren-Renault           | 1:04.606           | 1:03.819           | 1:03.626           | 3                |
| 5                          | 23  | Alexander Albon    | Red Bull Racing-Honda     | 1:04.661           | 1:03.746           | 1:03.868           | 4                |
| 6                          | 11  | Sergio Pérez       | Racing Point-BWT Mercedes | 1:04.543           | 1:03.860           | 1:03.868           | 6                |
| 7                          | 16  | Charles Leclerc    | Ferrari                   | 1:04.500           | 1:04.041           | 1:03.923           | 7                |
| 8                          | 55  | Carlos Sainz Jr.   | McLaren-Renault           | 1:04.537           | 1:03.971           | 1:03.971           | 8                |
| 9                          | 18  | Lance Stroll       | Racing Point-BWT Mercedes | 1:04.309           | 1:03.955           | 1:04.029           | 9                |
| 10                         | 3   | Daniel Ricciardo   | Renault                   | 1:04.556           | 1:04.023           | 1:04.239           | 10               |
| 11                         | 5   | Sebastian Vettel   | Ferrari                   | 1:04.554           | 1:04.206           |                    | 11               |
| 12                         | 10  | Pierre Gasly       | AlphaTauri-Honda          | 1:04.603           | 1:04.305           |                    | 12               |
| 13                         | 26  | Daniil Kvjat       | AlphaTauri-Honda          | 1:05.031           | 1:04.431           |                    | 13               |
| 14                         | 31  | Esteban Ocon       | Renault                   | 1:04.993           | 1:04.643           |                    | 14               |
| 15                         | 8   | Romain Grosjean    | Haas-Ferrari              | 1:05.094           | 1:04.691           |                    | 15               |
| 16                         | 20  | Kevin Magnussen    | Haas-Ferrari              | 1:05.164           |                    |                    | 16               |
| 17                         | 63  | George Russell     | Williams-Mercedes         | 1:05.167           |                    |                    | 17               |
| 18                         | 99  | Antonio Giovinazzi | Alfa Romeo Racing-Ferrari | 1:05.175           |                    |                    | 18               |
| 19                         | 7   | Kimi Räikkönen     | Alfa Romeo Racing-Ferrari | 1:05.224           |                    |                    | 19               |
| 20                         | 6   | Nicholas Latifi    | Williams-Mercedes         | 1:05.737           |                    |                    | 20               |
| 107% času vítěze: 1:08.505 |     |                    |                           |                    |                    |                    |                  |
| Zdroj:                     |     |                    |                           |                    |                    |                    |                  |

Poznámky
1. ↑  Lewis Hamilton obdržel trest posunu o 3 místa vzad za ignorování žlutých vlajek v kvalifikaci.
2. 1 2  Alexander Albon a Sergio Pérez zajeli shodný čas. Albon tohoto času dosáhl dříve a díky tomu startoval před Pérezem.

## Závod
| Poř.                                                                     | No. | Jezdec             | Konstruktér               | Počet kol | Čas/Odstoupení | Pořadí na startu | Body |
| ------------------------------------------------------------------------ | --- | ------------------ | ------------------------- | --------- | -------------- | ---------------- | ---- |
| 1                                                                        | 77  | Valtteri Bottas    | Mercedes                  | 71        | 1:30:55.739    | 1                | 25   |
| 2                                                                        | 16  | Charles Leclerc    | Ferrari                   | 71        | +2.700         | 7                | 18   |
| 3                                                                        | 4   | Lando Norris       | McLaren-Renault           | 71        | +5.491         | 3                | 16   |
| 4                                                                        | 44  | Lewis Hamilton     | Mercedes                  | 71        | +5.689         | 5                | 12   |
| 5                                                                        | 55  | Carlos Sainz Jr.   | McLaren-Renault           | 71        | +8.903         | 8                | 10   |
| 6                                                                        | 11  | Sergio Pérez       | Racing Point-BWT Mercedes | 71        | +15.092        | 6                | 8    |
| 7                                                                        | 10  | Pierre Gasly       | AlphaTauri-Honda          | 71        | +16.682        | 12               | 6    |
| 8                                                                        | 31  | Esteban Ocon       | Renault                   | 71        | +17.456        | 14               | 4    |
| 9                                                                        | 99  | Antonio Giovinazzi | Alfa Romeo Racing-Ferrari | 71        | +21.146        | 18               | 2    |
| 10                                                                       | 5   | Sebastian Vettel   | Ferrari                   | 71        | +24.545        | 11               | 1    |
| 11                                                                       | 6   | Nicholas Latifi    | Williams-Mercedes         | 71        | +31.650        | 20               |      |
| 12                                                                       | 26  | Daniil Kvjat       | AlphaTauri-Honda          | 67        | Defekt         | 13               |      |
| 13                                                                       | 23  | Alexander Albon    | Red Bull Racing-Honda     | 67        | Elektronika    | 4                |      |
| Ret                                                                      | 7   | Kimi Räikkönen     | Alfa Romeo Racing-Ferrari | 53        | Kolo           | 19               |      |
| Ret                                                                      | 63  | George Russell     | Williams-Mercedes         | 49        | Tlak paliva    | 17               |      |
| Ret                                                                      | 8   | Romain Grosjean    | Haas-Ferrari              | 49        | Brzdy          | 15               |      |
| Ret                                                                      | 20  | Kevin Magnussen    | Haas-Ferrari              | 24        | Brzdy          | 16               |      |
| Ret                                                                      | 18  | Lance Stroll       | Racing Point-BWT Mercedes | 20        | Motor          | 9                |      |
| Ret                                                                      | 3   | Daniel Ricciardo   | Renault                   | 17        | Přehřátí       | 10               |      |
| Ret                                                                      | 33  | Max Verstappen     | Red Bull Racing-Honda     | 11        | Elektronika    | 2                |      |
| Nejrychlejší kolo: Lando Norris (McLaren-Renault) – 1:07.475 (v kole 71) |     |                    |                           |           |                |                  |      |
| Zdroj:                                                                   |     |                    |                           |           |                |                  |      |

Poznámky
1. ↑  Lando Norris získal jeden bod za zajetí nejrychlejšího kola.
2. ↑  Lewis Hamilton obdržel trest přičtení 5 sekund k času v cíli za zavinění kolize s Alexanderem Albonem.
3. ↑  Sergio Pérez obdržel trest přičtení 5 sekund k času v cíli za překročení rychlosti v boxové uličce.
4. 1 2  Daniil Kvjat a Alexander Albon odstoupili ze závodu, ale byli klasifikováni, protože odjeli více než 90 % délky závodu.

## Průběžné pořadí po závodě
Pohár jezdců
|        | Pořadí | Jezdec           | Body |
| ------ | ------ | ---------------- | ---- |
|        | 1      | Valtteri Bottas  | 25   |
|        | 2      | Charles Leclerc  | 18   |
|        | 3      | Lando Norris     | 16   |
|        | 4      | Lewis Hamilton   | 12   |
|        | 5      | Carlos Sainz Jr. | 10   |
| Zdroj: |        |                  |      |

Pohár konstruktérů
|        | Pořadí | Konstruktér           | Body |
| ------ | ------ | --------------------- | ---- |
|        | 1      | Mercedes              | 37   |
|        | 2      | McLaren-Renault       | 26   |
|        | 3      | Ferrari               | 19   |
|        | 4      | Racing Point-Mercedes | 8    |
|        | 5      | AlphaTauri-Honda      | 6    |
| Zdroj: |        |                       |      |